# Marmorierter Winterbambus
Der Marmorierte Winterbambus (Chimonobambusa marmorea) ist eine Bambus-Art aus der Gattung Chimonobambusa mit 2 bis 3 Meter hohen Halmen und 10 bis 14 Zentimeter langen Halmblattspreiten. Das Verbreitungsgebiet der Art liegt in China.

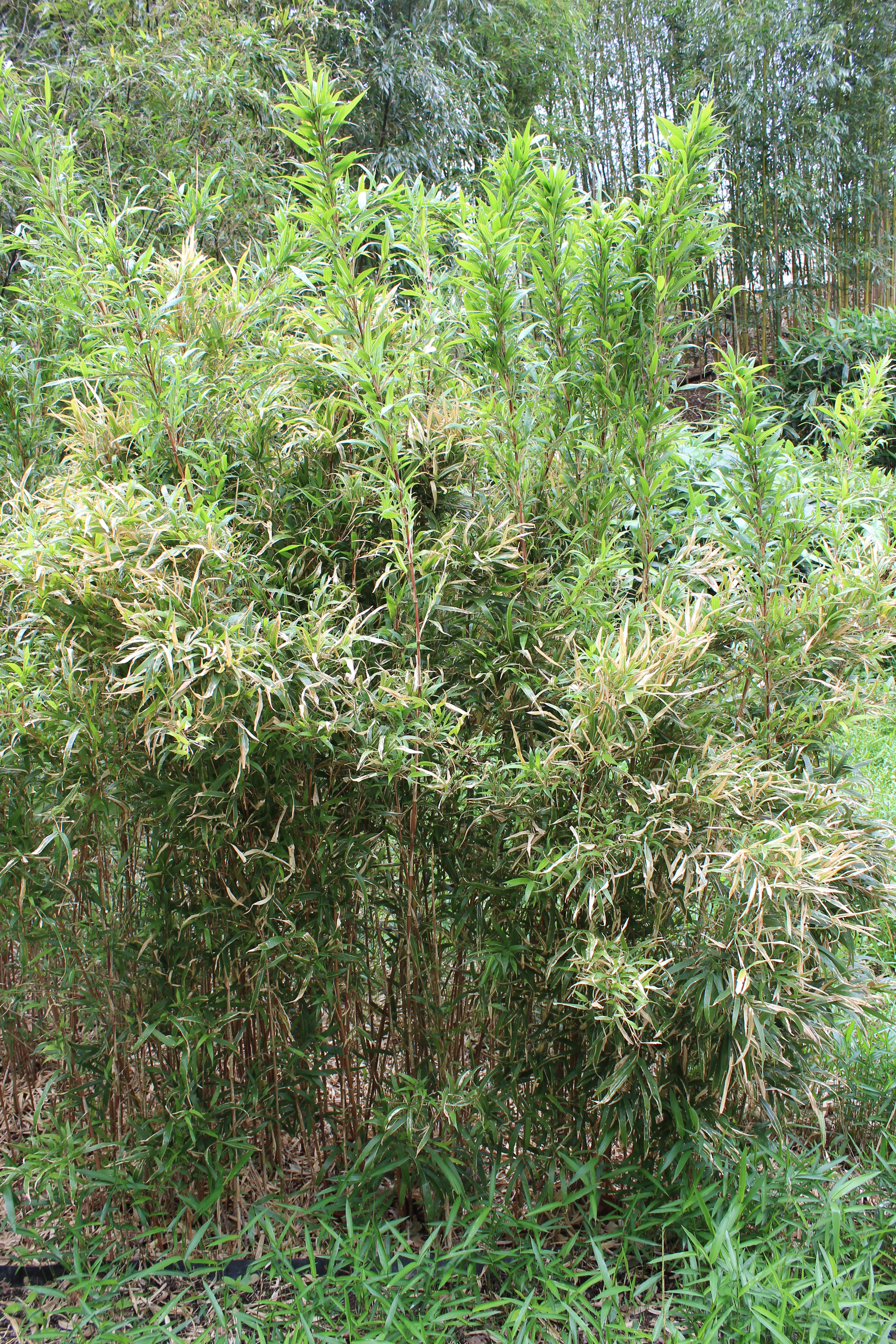
Chimonobambusa marmorea Sorte 'Variegata'

## Beschreibung
Chimonobambusa marmorea ist ausdauernd und bildet leptomorphe Rhizome. Die verholzenden Halme wachsen aufrecht und erreichen eine Höhe von 2 bis 3 Metern und einen Durchmesser von 0,5 bis 1 Zentimetern. Die Internodien sind anfangs grün und später purpurn, stielrund und 10 bis 14 Zentimeter lang. Sie sind beinahe unbehaart, haben jedoch einen braunen, filzigen Ring unter jedem Knoten. Die Knoten sind etwas verdickt und haben keine Luftwurzeln. Je Knospe werden drei oder mehr horizontal zueinander stehende Seitenäste gebildet, die etwa gleich dick und dünner als der Halm sind. Die Halmscheiden sind bleibend, braun mit grauen Flecken und länger als die Internodien. Sie sind papierartig, anfangs spärlich steifhaarig und haben bewimperte Ränder. Das Blatthäutchen ist klein. Die Halmblattspreite ist 2 bis 3 Millimeter lang und unscheinbar. Je Zweig werden zwei bis vier Laubblätter gebildet. Der Rand der Laubblattscheiden sind bewimpert, Die Borsten an den Schultern (oral setae) sind farblos und 3 bis 4 Millimeter lang. Das Blatthäutchen ist häutig, gestutzt und bewimpert. Die Laubblattspreite ist linealisch-lanzettlich, 10 bis 14 Zentimeter lang und 0,7 bis 0,9 Zentimeter breit. Querverlaufende Blattadern sind deutlich ausgebildet. Die Blattbasis hat eine kurze stielartige Verbindung zur Scheide.
Die Blütenstände bestehen nur aus wenigen Ährchen und Tragblättern, an der Basis jedes Blütenstands stehen mehrere hüllspelzenähnliche Tragblätter. Die Ährchen sind sitzend, linealisch, seitlich zusammengedrückt und 2 bis 4 Zentimeter lang. Je Ährchen werden vier bis sieben fruchtbare Blütchen gebildet, das Blütchen an der Spitze ist reduziert und unfruchtbar. Bei Reife brechen die Ährchen unter den einzelnen Blütchen auseinander. Je Ährchen werden ein oder zwei bleibende und sich ähnelnde Hüllspelzen gebildet, die kürzer als das Ährchen sind. Die Hüllspelzen sind lanzettlich und 6 bis 8 Millimeter lang. Sie sind häutig, ungekielt, spitz und fünffach geadert. Die Deckspelze fruchtbarer Blütchen ist länglich, 6 bis 7 Millimeter lang, häutig, ungekielt, spitz und fünf- bis siebenfach geadert. Es werden sowohl Seitenadern als auch querverlaufende Adern gebildet. Die Vorspelze ist gleich lang wie die Vorspelze und achtfach geadert. Das unfruchtbare Blütchen ähnelt den fruchtbaren, ist jedoch nicht vollständig entwickelt. Je Blüte werden drei bewimperte, 2 bis 3 Millimeter lange Schwellkörper, drei 3,5 bis 4 Millimeter lange Staubblätter und ein kleiner Griffel mit zwei Narben gebildet. Die Früchte sind 5 bis 6 Millimeter lange Karyopsen.
Junge Sprosse erscheinen von August bis September.
Die Chromosomenzahl beträgt 2n = 48.

## Verbreitung und Ökologie
Das natürliche Verbreitungsgebiet liegt in China in den Provinzen Fujian, Hubei, Shaanxi, Sichuan und Zhejiang. Dort wächst die Art auf Hügeln und niedrigen Bergen in Höhen von 200 bis 1500 Metern.

## Systematik und Forschungsgeschichte
Chimonobambusa marmorea ist eine Art aus der Gattung Chimonobambusa, Tribus Arundinarieae, Unterfamilie Bambus (Bambusoideae). Die Art wurde von Algernon Mitford, Baron Redesdale 1894 als Bambusa marmorea (Basionym) in Garden (London) Band 46 Seite 547 erstbeschrieben. Makino Tomitarō stellte die Art 1914 im Botanical Magazine (Tokyo) Band 28 Seite 154 als Chimonobambusa marmorea (Mitford) Makino in die Gattung Chimonobambusa. Synonyme der Art sind Arundinaria kokantsik Kurz ex Teijsm. & Binn., Arundinaria marmorea Makino, Arundinaria matsumarae Hack., Arundinaria nana Makino, Bambusa santsik Zoll., Chimonobambusa setiformis T.H.Wen und Phyllostachys marmorea (Mitford) Asch. & Graebn.